# Sulayman Pascià
Sulayman Pascià, (in arabo سليمان باشا‎?, Süleyman Paşa o Soliman al-Faransawi Pasha), il cui vero nome era Joseph Anthelme Sève, o Selves (Fontaines-Saint-Martin, luglio 1788 – Il Cairo, 12 marzo 1860), è stato un militare egiziano di origine francese.

## Biografia

### Infanzia
Sulaymān Pascià, fino a 11 anni, visse coi suoi genitori nell'abitazione attigua a un mulino ad acqua del nonno, aperto d'altronde ancor oggi ai visitatori. Alle scuole elementari lo si soprannominò "leoncello".

### In Egitto
Era un ufficiale veterano della Grande Armée di Napoleone. Si convertì all'Islam e fu reclutato nei ranghi del nuovo esercito egiziano per condurvi a buon fine una profonda azione di riforma militare sul modello europeo. Divenne generalissimo dell'esercito egiziano nel 1833.

### Matrimonio
Si sposò con Maria Myriam Hānum, che gli dette tre figli.

### Ultimi anni e morte
Fece ritorno in Francia nel 1845, dove fu fatto Grande Ufficiale dell'Ordine della Legion d'onore dal re Luigi Filippo I.
Rientrato in Egitto, Soliman morì al Cairo il 12 marzo 1860.

### Eredità

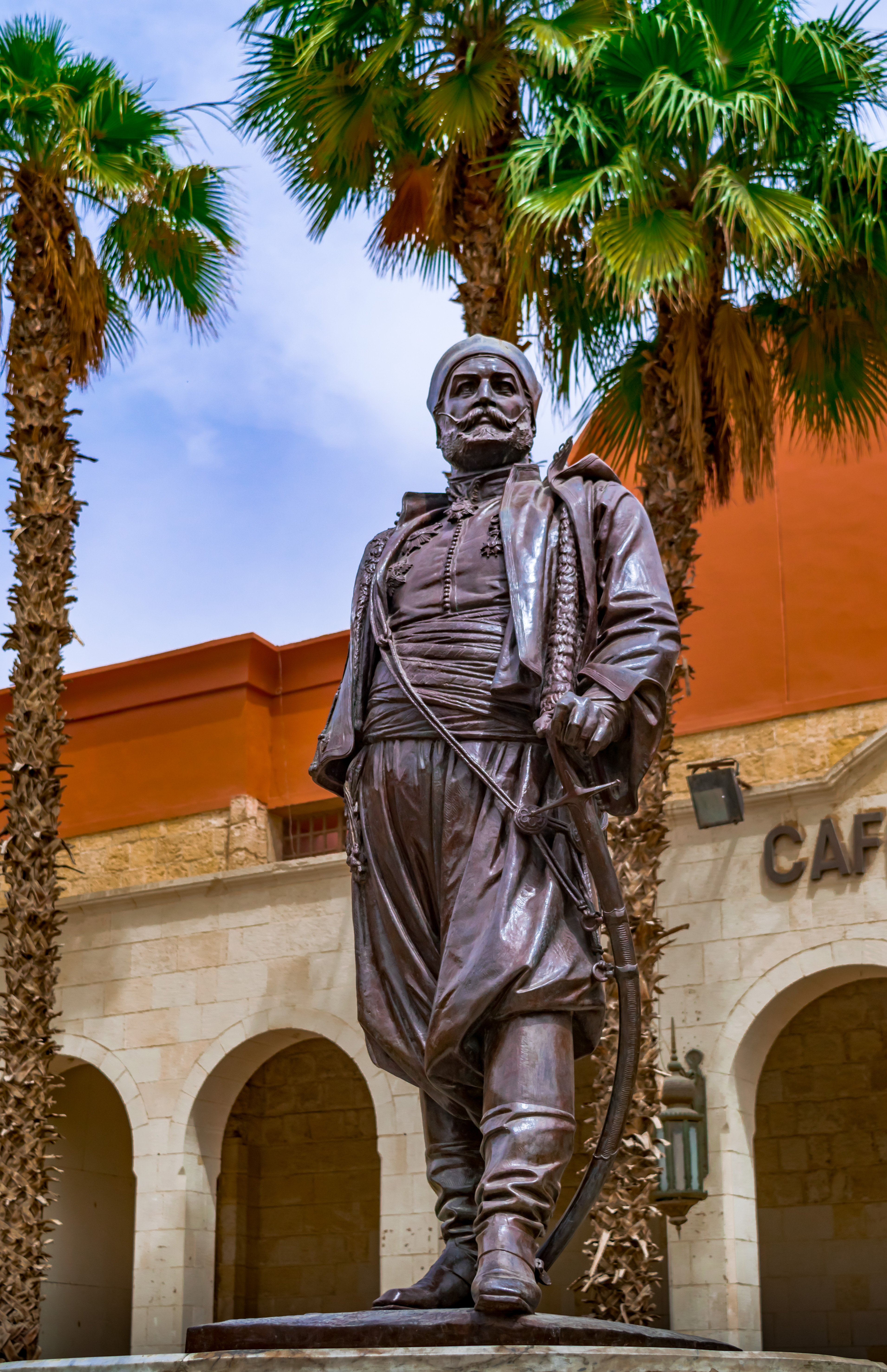
Il monumento a Sulaymān Pascià all'ingresso del Museo Militare del Cairo

Di lui si conserva una statua nel Museo militare del Cairo, e un busto nella prefettura di Lione.
È tanto l'affetto storico per il suo nome e la sua opera che una strada importante del Cairo, pur intitolata a Tal'at Harb, conserva ancor oggi nell'uso corrente il suo originario nome di shāriʿa Solimàn Bàscia (via Solimàn Bàscia) tra gli abitanti della capitale egiziana.

## Discendenza
Soliman Pascià e Maria Myriam Hānum ebbero tre figli:
- Nazlī, nonna della regina Nazlī, madre del re Fārūq I d'Egitto;
- Asmāʾ;
- Mahadi.